# Sacculiphallus
Sacculiphallus is een geslacht van rechtvleugeligen uit de familie sabelsprinkhanen (Tettigoniidae). De wetenschappelijke naam van dit geslacht is voor het eerst geldig gepubliceerd in 1998 door Ingrisch.

## Soorten
Het geslacht Sacculiphallus omvat de volgende soorten:
- Sacculiphallus dyaka Hebard, 1922
- Sacculiphallus geniculatus Bolívar, 1898
- Sacculiphallus nigrogeniculatus Karny, 1926
- Sacculiphallus punctatus Ingrisch, 1998
- Sacculiphallus rotundatus Ingrisch, 1998